# Lisburn Distillery F.C.
Lisburn Distillery Football Club – północnoirlandzki klub piłkarski z siedzibą w mieście Lisburn leżącym w hrabstwie Antrim.
Klub założony został w lipcu 1879 roku w zachodnim Belfaście, a pierwotna siedziba klubu do 1971 roku znajdowała się przy Distillery Street prowadzącej do Grosvenor Road.
Po okresie współużytkowania stadionów Skegoneill Avenue (należącego do klubu Brantwood) i Seaview (należącego do klubu Crusaders) klub w roku 1980 opuścił Belfast i przeniósł się do Lisburn (kilkanaście kilometrów na południowy zachód od Belfastu), gdzie rozgrywa mecze na znajdującym się w pobliskiej wsi Ballyskeagh koło Lambeg stadionie New Grosvenor Stadium. Nazwa klubu Distillery Football Club obowiązywała do 1999 roku, kiedy to postanowiono nawiązać do nowego miejsca pobytu i zmieniono nazwę na Lisburn Distillery Football Club. Obecnie trenerem noszącej białe barwy drużyny jest Paul Kirk.

## Osiągnięcia
- Mistrz Irlandii Północnej (6): 1895/96, 1898/99, 1900/01, 1902/03, 1905/06 (razem z Cliftonville), 1962/63
- Puchar Irlandii Północnej (Irish Cup) (12): 1883/84, 1884/85, 1885/86, 1888/89, 1893/94, 1895/96, 1902/03, 1904/05, 1909/10, 1924/25, 1955/56, 1970/71

## Historia
Początki irlandzkiego futbolu związane są z osobą Roberta Baxtera. Baxter przybył do Belfastu w 1878 roku z Banbridge i zamieszkał przy Governor Strret. Jako zdolny gracz krykieta zaprzyjaźnił się z grupą pracowników pobliskiej destylarni Royal Irish distillery. W roku 1879 grupa ta utworzyła drużynę V.R. Distillery Cricket Club, na której czele stanął Baxter. W końcu 1880 roku członkowie krykietowego klubu postanowili założyć klub piłkarski, by zachować sportową aktywność podczas zimy. W ten sposób 20 listopada 1880 roku powstał Distillery Football Club.
Kierownicy destylarni, a w szczególności James Barr, od początku zaangażowali się w spawy nowego klubu. Znajdującą się na tyłach zakładu sadzawkę pozwolono zasypać ziemią i utworzyć boisko. W ten sposób powstało boisko Daisy Hill wznoszące się 1-2 metrów (kilka stóp) ponad poziom pobliskiego morza. Ze względu na sposób utworzenia boisko to popularnie zwano Cinder Park (park żużlowy) lub Coke Yard (koksowe podwórko). Swój pierwszy mecz Distillery FC rozegrał przeciwko klubowi Dundela, wygrywając 1:0.
W sezonie 1882/1883 klub przeniósł się z Daisy Hill na większe boisko przy Broadway. James Barr sfinansował przeniesienie klubu (między innymi nowy budynek) do znajdującego się blisko Daisy Hill boiska Grosvenor Park. W 1923 roku Distillery FC przeniósł się do York Park, gdyż zarządzająca destylarnią rodzina Dunville'ów zdecydowała się sprzedać boisko Governors Park. Jednak w roku 1929 firma zgodziła się ponownie wypożyczyć boisko klubowi, który pozbawiony boiska York Park poprosił o pomoc. W 1894 roku dyrektor związanej z klubem destylarni, Robert Grimshaw Dunville, ufundował dla irlandzkiej federacji piłkarskiej (Irish Football Association) puchar, który zwany był początkowo Dunville's Cup. Puchar ten, o który zmagać się miały największe kluby Belfastu, zmienił później nazwę na City Cup. Distillery po raz pierwszy zdobył ten puchar w 1905 roku - dokładnie w momencie, gdy puchar zmienił swoją nazwę.
Po zdobyciu swego pierwszego pucharu Irlandii (po finałowym zwycięstwie nad Wellington Park 5:0 w kwietniu 1884 roku) Distillery Football Club wyrósł na główną siłę irlandzkiego futbolu końca XIX i początku XX wieku. Pierwszą w historii podróż poza wyspę klub odbył w grudniu 1884 roku, kiedy to wybrał się do Szkocji i przegrał 0:4 z klubem Harp z miasta Dundee. Pięć lat później klub pokonał 2:1 angielski klub Newton Heath, znany obecnie jako Manchester United. Największym osiągnięciem klubu w europejskich pucharach był niewątpliwie uzyskany na własnym boisku remis 3:3 z czołowym wówczas klubem Europy - Benfiką Lizbona. W klubie grał wtedy były reprezentant Anglii Tom Finney, który w wieku 41 lat odbywał w Irlandii swoją sportową emeryturę i właśnie wtedy miał okazję pierwszy raz w swej karierze wystąpić w europejskim pucharze.
Niespokojne czasy, jakie panowały w Irlandii Północnej, odcisnęły swoje piętno także na klubie Distillery. W 1971 roku na skutek ataku bombowego spłonął stadion Governors Park, skutkiem czego klub pozostał bez własnego boiska. Pożar zniszczył nie tylko stadion, ale także znaczną część klubowej dokumentacji. Przez niemal całą dekadę Distillery FC korzystał z boisk innych klubów. W końcu w 1980 roku klub przeprowadził się do Lambeg, na stadion przy Ballyskeagh Road. Z okazji przenosin i podkreślenia odrodzenia klubu po przebytym pożarze sporządzono nową odznakę przedstawiającą feniksa na tle piłki nożnej.
W roku 1995 Distillery FC spadł do nowo utworzonej ligi First Division (II liga). W 1999 roku klub zdobył mistrzostwo drugiej ligi i awansował do Premier League (I liga). Wkrótce w tym samym roku klub zmienił nazwę na Lisburn Distillery a dotychczasową odznakę klubową zastąpił herb miasta Lisburn.

## Skład na sezon 2011/2012
| Nr | Poz. | Piłkarz          |
| -- | ---- | ---------------- |
| 1  | BR   | Billy Brennan    |
| 2  | OB   | Aaron Callaghan  |
| 3  | OB   | Pat McShane      |
| 4  | OB   | Andrew Hunter    |
| 5  | OB   | Philip Simpson   |
| 6  | PO   | David McCullough |
| 7  | PO   | Mark Patton      |
| 8  | PO   | Gary Thompson    |
| 9  | PO   | Gary Liggett     |
| 10 | PO   | Neal Gawley      |
| 11 | NA   | Mark Cooling     |

| Nr | Poz. | Piłkarz         |
| -- | ---- | --------------- |
| 12 | OB   | Andrew Ferguson |
| 15 | PO   | Aaron Traynor   |
| 16 | OB   | Scott Davidson  |
| 17 | OB   | Jordan Hughes   |
| 18 | PO   | Declan O'Connor |
| 19 | PO   | David Cushley   |
| 20 | PO   | Jordan Forsythe |
| 23 | BR   | Andrew Dickey   |
| 25 | PO   | Andrew Hall     |
| 31 | BR   | David Larmour   |

## Europejskie puchary
Legenda do wszystkich tabel:
- Q – runda eliminacyjna, 1/16, 1/8, 1/4, 1/2 – odpowiednia faza rozgrywek, Grupa – runda grupowa, 1r gr – pierwsza runda grupowa, 2r gr – druga runda grupowa, F – finał, R – runda, PO – play-off
- k. – rzuty karne, los. – losowanie, Dogr. – dogrywka, w. – zasada bramek strzelonych na wyjeździe

| Sezon   | Rozgrywki                 | Runda | Klub           | Dom | Wyjazd | Ogólnie |
| ------- | ------------------------- | ----- | -------------- | --- | ------ | ------- |
| 1963/64 | Liga Mistrzów             | Q     | SL Benfica     | 3–3 | 0–5    | 3–8     |
| 1971/72 | Puchar Zdobywców Pucharów | 1R    | FC Barcelona   | 1–3 | 0–4    | 1–7     |
| 2005    | Puchar Intertoto          | 1R    | Žalgiris Wilno | 0–1 | 0–1    | 0–2     |
| 2008    | Puchar Intertoto          | 1R    | TPS Turku      | 2–3 | 1–3    | 3–6     |
| 2009/10 | Liga Europy               | 1Q    | SK Zestaponi   | 1–5 | 0–6    | 1–11    |